# The Rolling Stones (EP)
The Rolling Stones (EP) je debitantski EP The Rolling Stonesa iz siječnja 1964. godine. Izdan je iz dva razloga, da se iskoristi činjenica da im je pjesma "I Wanna Be Your Man" postala hit i ušla na top ljestvice te da se testira komercijalni potencijal grupe prije nego im izdavačka kuća Decca Records odobri snimanje studijskog albuma. EP je snimljen tijekom dva odvojena boravka u studiju u kolovozu i studenom 1963.  Na njemu se nalaze obrade grupi omiljenih izvođača kao i neki noviji hitovi. Usprokos sirovoj produkciji album je bio komercijalno uspješan, te je dospio na broj jedan britanske top ljestvice.

## Popis pjesama
1. "Bye Bye Johnny" – 2:09
2. "Money (That's What I Want)" – 2:31
3. "You Better Move On" – 2:39
4. "Poison Ivy" (Version 2) – 2:06

## Članovi sastava na EP-u
- Mick Jagger - pjevač
- Keith Richards - gitara
- Brian Jones - gitara, harmonika, pjevač
- Charlie Watts - bubnjevi
- Bill Wyman - bas-gitara

## Vanjske poveznice
- allmusic.com - The Rolling Stones (EP)